# Argi
Argi (rusky Арги) je řeka v Amurské oblasti v Rusku. Je to levý přítok řeky Zeja (povodí Amuru). Je 350 km dlouhá. Povodí má rozlohu 7090 km².

## Průběh toku
Protéká Hornozejskou rovinou. Jezernatost dosahuje 4,4 %.

## Vodní stav
Zdroj vody je převážně dešťový. Stav vody je nejvyšší od dubna do září.